# Styggfisklösnan
Styggfisklösnan är en sjö i Krokoms kommun i Jämtland och ingår i Indalsälvens huvudavrinningsområde.